# 브라질군
브라질군(브라질 포르투갈어: Forças Armadas Brasileiras)은 브라질의 군대이다. 징병제를 실시하고 있으며, 육군, 해군, 공군으로 구성되어 있다.

## 같이 보기
- 특수공작대원